# Крістіан Маркіш
Крістіа́н Ферна́ндіш Ма́ркіш (порт. Christian Fernandes Marques; нар. 15 січня 2003) — португальський і швейцарський футболіст, захисник клубу «Тондела».

## Клубна кар'єра

### «Вулвергемптон Вондерерз»
Вихованець клубу «Грассгоппер». 2019 року приєднався до академії англійського «Вулвергемптон Вондерерз». 11 березня 2020 року підписав з клубом свій перший професіональний контракт.
2 вересня 2021 року продовжив контракт з клубом до 2023 року, після чого перейшовши на правах оренди в португальський Б-САД.
1 вересня 2022 року відправився в сезонну оренду в клуб «Форест Грін Роверз», який за підсумками пореднього сезону підвищився до Першої ліги. 6 вересня 2022 року дебютував за нову команду в матчі Першої ліги проти «Аккрінгтон Стенлі». Після отриманого ушкодження 12 грудня 2022 року повернувся з оренди, за час якої провів 13 поєдинків.

### «Івердон Спорт»
7 вересня 2023 року підписав дворічний контракт зі швейцарським клубом «Івердон Спорт». 1 жовтня 2023 року дебютував за «Івердон» в матчі Суперліги проти «Санкт-Галлена», вийшовши в стартовому складі.
22 травня 2025 року в поєдинку Суперліги проти «Цюриха» забив свій перший гол у професіональній кар'єрі. За підсумками сезону 2024–25 його команда понизилась в класі.

### «Тондела»
21 липня 2025 року на правах вільного агента перейшов у «Тонделу», з якою уклав чотирирічний контракт. 16 серпня дебютував за нову команду в матчі Прімейра-ліги проти «Фамалікана», вийвшовши в стартовому складі.

## Кар'єра в збірній
Народився у Швейцарії та має португальське походження. Виступав за збірні Швейцарії до 15, до 16 і до 17 років.
З 2021 року почав представляти Португалію на міжнародному рівні. Виступав за збірні Португалії до 19 і до 20.
15 жовтня 2024 року дебютував за молодіжну збірну в матчі кваліфікації молодіжного чемпіонату Європи 2025 проти збірної Андорри. В червні 2025 року потрапив в заявку збірної до 21 року на молодіжний чемпіонат Європи в Словаччині. На турнірі на поле не виходив, а його команда дійшла до чвертьфіналу, де поступилась нідерландцям.

## Статистика виступів
Станом на 16 серпня 2025
| Клуб                    | Сезон             | Чемпіонат         | Чемпіонат | Чемпіонат | Кубок | Кубок | Кубок ліги | Кубок ліги | Єврокубки | Єврокубки | Інші  | Інші | Всього | Всього |
| Клуб                    | Сезон             | Дивізіон          | Матчі     | Голи      | Матчі | Голи  | Матчі      | Голи       | Матчі     | Голи      | Матчі | Голи | Матчі  | Голи   |
| ----------------------- | ----------------- | ----------------- | --------- | --------- | ----- | ----- | ---------- | ---------- | --------- | --------- | ----- | ---- | ------ | ------ |
| Вулвергемптон Вондерерз | 2020–21           | Прем'єр-ліга      | 0         | 0         | 0     | 0     | 0          | 0          | 0         | 0         | —     | —    | 0      | 0      |
| Вулвергемптон Вондерерз | 2021–22           | Прем'єр-ліга      | 0         | 0         | 0     | 0     | 0          | 0          | —         | —         | —     | —    | 0      | 0      |
| Вулвергемптон Вондерерз | Всього            | Всього            | 0         | 0         | 0     | 0     | 0          | 0          | 0         | 0         | 0     | 0    | 0      | 0      |
| → Б-САД                 | 2021–22           | Прімейра-ліга     | 0         | 0         | 0     | 0     | 0          | 0          | —         | —         | —     | —    | 0      | 0      |
| → Форест Грін Роверз    | 2022–23           | Перша ліга        | 13        | 0         | 0     | 0     | 0          | 0          | —         | —         | —     | —    | 13     | 0      |
| Івердон Спорт           | 2023–24           | Суперліга         | 15        | 0         | 0     | 0     | —          | —          | —         | —         | —     | —    | 15     | 0      |
| Івердон Спорт           | 2024–25           | Суперліга         | 37        | 1         | 3     | 0     | —          | —          | —         | —         | —     | —    | 40     | 1      |
| Івердон Спорт           | Всього            | Всього            | 52        | 1         | 3     | 0     | 0          | 0          | 0         | 0         | 0     | 0    | 55     | 1      |
| Тондела                 | 2025–26           | Прімейра-ліга     | 1         | 0         | 0     | 0     | 0          | 0          | —         | —         | —     | —    | 1      | 0      |
| Всього за кар'єру       | Всього за кар'єру | Всього за кар'єру | 66        | 1         | 3     | 0     | 0          | 0          | 0         | 0         | 0     | 0    | 69     | 1      |